# Digitalis mariana
Digitalis  mariana, también llamada  popularmente como calzones de zorra o cartucho, es una planta herbácea bienal, endémica del Macizo Mariánico y de Sierra Madrona en el sur de España,  de la familia Plantaginaceae. 

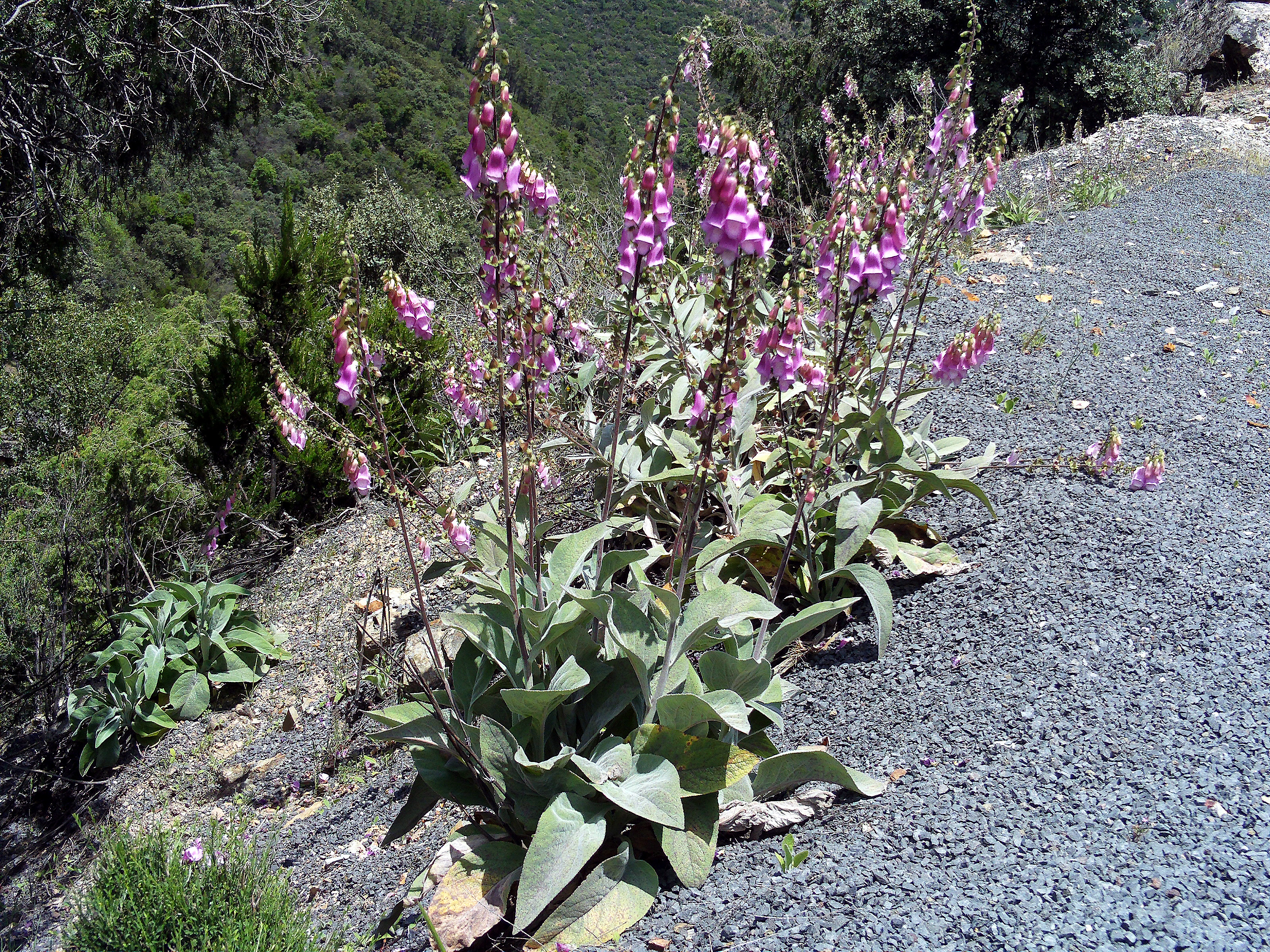
En su hábitat

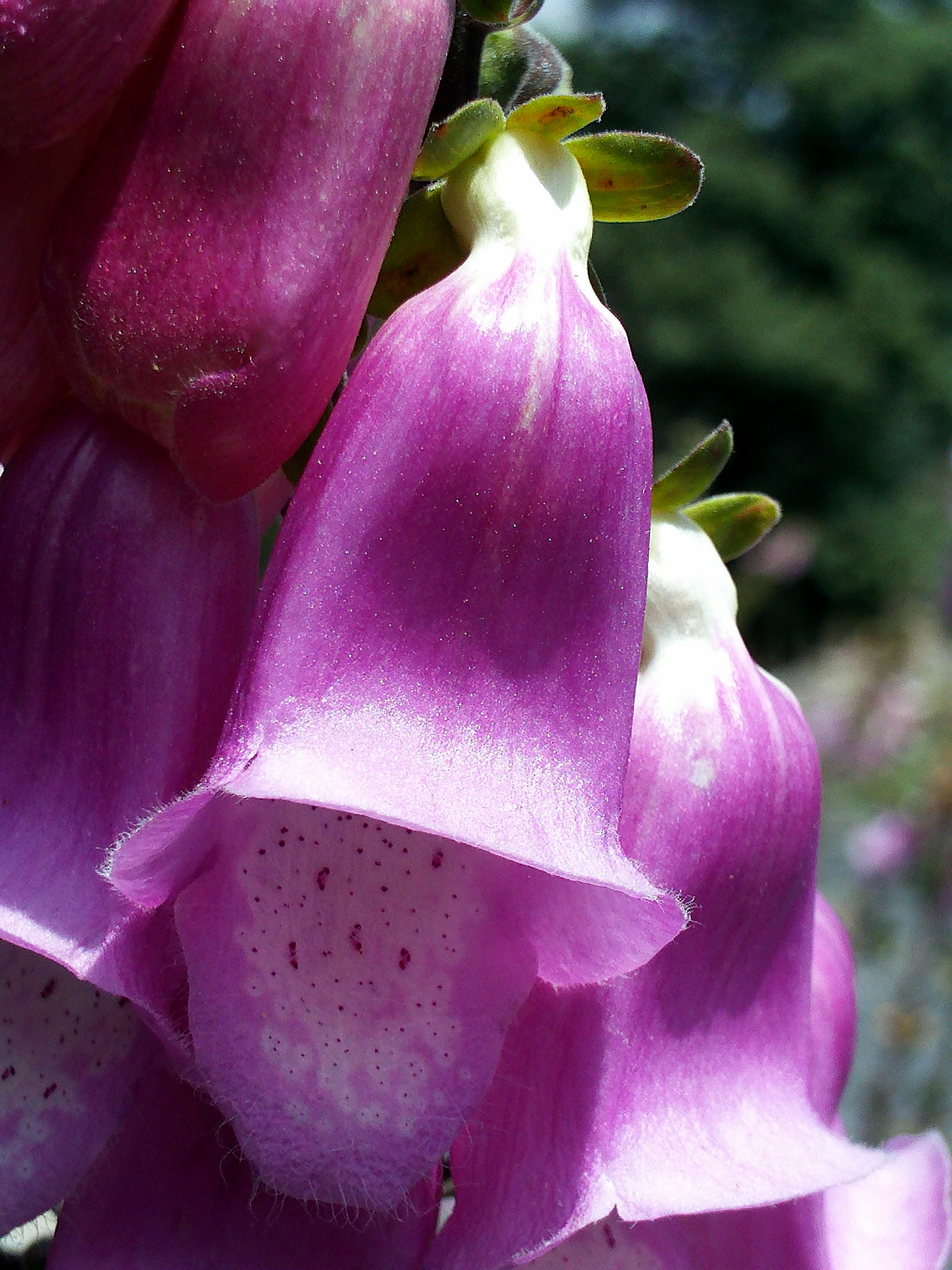
Detalle de la flor

Algunos autores la consideran como una subespecie de Digitalis purpurea, mientras que otros la consideran como una especie propia en sí misma, por el considerable número de características propias que la diferencian.

## Descripción
La Digitalis mariana se encuentra normalmente en rocallas, aprovechando cualquier rendija de las rocas, creciendo en dos años; en el primero tras germinar produce únicamente una roseta de hojas basales, ovales, ligeramente dentadas y de largo peciolo, mientras que durante el segundo año se desarrolla un tallo largo (0,5 a 2,5 m)  con hojas alternas, con pelos glandulares y eglandulares. 
Hojas largamente pecioladas, no decurrentes, las basales en roseta, limbo anchamente ovado, crenado o ligeramente dentado, envés con pelos glandulares y eglandulares, haz y envés blanquecinos, densamente tomentosas o lanosas. 
Las flores forman inflorescencia en racimo. Flores hermafroditas, zigomorfas; son tubulares, de hasta 5 cm de largo, con pétalos de color rosa por el exterior y blanco con algunos puntos de rosa pequeños en el interior de la corola. Cáliz pubescente-glanduloso o puberulento-glanduloso, sépalos oblongo-elípticos u oblongo-lanceolados, agudos u obtusos, el superior de menor tamaño. Corola cilíndrico-campanulada, glabra en la parte externa, lóbulo inferior mayor. Androceo con 4 estambres.
Florecen de mayo a finales de junio, dando lugar luego a una cápsula. La polinización la realizan  abejas y abejorros. Las semillas se dispersan por el viento.

## Localización
La Digitalis mariana es planta endémica que se encuentra en las Sierra Morena y Sierra Madrona, situadas en el sur de las provincias de Ciudad Real y de Badajoz, y en el norte de las provincias de Huelva, Sevilla, Córdoba y Jaén, en España.
La Digitalis mariana se desarrolla directamente sobre las rocas, en cualquier resquicio que presente, en terrenos pobres y secos.

## Química
La digitoxina y la digoxina están presentes en las hojas, flores y semillas de la digital, a la que protegen de los predadores. Su ingesta es fatal con frecuencia. Actúan inhibiendo la enzima sodio-potasio ATPasa, por lo cual se incrementa el calcio intracelular. El incremento del calcio intracelular produce un efecto inotrópico positivo. También se produce un efecto vagal en el sistema nervioso parasimpático, y por esta razón se utiliza en la regulación de las arritmias cardíacas y para enlentecer las pulsaciones del ventrículo en la  fibrilación ventricular. Debido al efecto vagal, la digital no tiene efectividad cuando el paciente tiene el sistema nervioso simpático al límite, lo cual es el caso de las personas gravemente enfermas.
La toxicidad de la digital (intoxicación digitálica) es el resultado de una sobredosificación de Digital y produce una visión ictérica (amarilla) y la aparición de visión de perfiles desdibujados (halos), además de bradicardia en casos extremos. Debido a que uno de los efectos secundarios de la digital es la reducción del apetito, algunos individuos han abusado de ella como una ayuda en la pérdida de peso.

## Taxonomía
Digitalis thapsi fue descrita por Pierre Edmond Boissier    y publicado en Voyage botanique dans le midi de l'Espagne 2: 465. 1841.
Etimología
Digitalis: nombre genérico del latín medieval digitalis = la "digital o dedalera" (Digitalis purpurea L., Scrophulariaceae). Según Ambrosini (1666), “se llama Digital porque las flores imitan la forma del dedal (a saber, de la cubierta de los dedos de las mujeres cuando cosen)”.
mariana : epíteto geográfico por el lugar donde se localiza en Sierra Morena, también llamado Macizo Mariánico.
Sinonimia
- Digitalis purpurea var. mariana (Boiss.) Pau
- Digitalis purpurea subsp. mariana (Boiss.) Rivas Goday[4]

## Nombre común
- Castellano: verdolobo[5]